# كيث لي (مصارع محترف)
كيث لي (بالإنجليزية: Keith Lee)‏ هو مصارع محترف أمريكي، ولد في 8 نوفمبر 1984 في ويتشيتا فولز في الولايات المتحدة.
ولقد فاز كيث لي :ببطولة أمريكا الشمالية إن إكس تي بعد فوزه على رودريك سترونج في عرض NXT.

## روابط خارجية
- كيث لي على موقع IMDb (الإنجليزية)
- كيث لي على موقع قاعدة بيانات الفيلم (الإنجليزية)
- كيث لي على موقع دبليو دبليو إي (الإنجليزية)
- كيث لي على موقع CageMatch worker (الإنجليزية)
- كيث لي على موقع قاعدة بيانات المصارعة على الإنترنت (الإنجليزية)
- كيث لي على موقع عالم المصارعة على الإنترنت (الإنجليزية)
- كيث لي على موقع عالم المصارعة على الإنترنت (الإنجليزية)